# ファステストラップ
ファステストラップ (Fastest Lap、FL) とは、モータースポーツにおいて、決勝レースでの全ドライバー中、コース一周回が最も速かった選手、及びそのタイムを指す。ここではフォーミュラ1を代表例に記述する。

## 概要
F1公式サイトに掲載されている各サーキットの「ラップレコード」は予選のポールポジションタイムではなく、決勝レースにおけるファステストラップの記録が採用されている。その理由は過去のレギュレーションにあり、かつてのF1ではそれぞれ予選専用のエンジンにタイヤ（Qタイヤ）、燃料が許可されていた時代があり、また1994年から2009年までのF1においては予選中にレースで使用する燃料を積んで走るため、予選でのタイムだと歴史を通してそのコースで最も速いタイムを比較するのには適さないためである。なお、予選から決勝までの全セッションにおける最速タイムの記録は「コースレコード」と呼ばれる。
F1では1950年-1959年及び2019年-2024年に、ファステストラップ記録者にも1ポイントが与えられていた。1950年-1959年は記録者が複数人いた場合、記録した人数で等分された（1954年イギリスグランプリの決勝はタイム計測が秒単位だったため記録者が7人に及び、7人に1⁄7ポイントが与えられた）。2019年からファステストラップ記録者が10位以内に入賞した場合に限り、ドライバーとコンストラクターに対して1ポイントが与えられることになった。ただし記録者が入賞圏外（11位以下）またはリタイアの場合はポイントの対象外となるが、ファステストラップの記録は残る。この再導入はレースを興奮させる要素の増加が目的だったが、入賞圏内で後方に大きな差を付けていたドライバーが追加のポイントを獲得するため、フレッシュなタイヤに交換してファステストラップを記録するケースが多く、2024年シンガポールグランプリでは入賞圏外を走るダニエル・リカルド（RB）がレース終盤にタイヤを交換し、ランド・ノリス（マクラーレン）のファステストラップを塗り替えた。これによりノリスはファステストラップの1点を失い、マックス・フェルスタッペン及びRBの姉妹チームであるレッドブルとのタイトル争いにも影響が及んだことでマクラーレンから非難の声が上がり、レース終了後の10月17日に行われた世界モータースポーツ評議会の会合で、ファステストラップのポイント付与を2025年から廃止することを決定した。
2007年からはシーズン中最も多くのファステストラップを記録したドライバーに贈られるDHLファステストラップアワードが設けられている。

## F1におけるファステストラップ記録
- 2024年終了時点。
- 太字は2025年時点の現役ドライバー。
- 1950年 - 1960年までF1世界選手権の一戦に組み込まれていたインディ500のみに参戦したドライバーは除く。

### 通算獲得数
| 順位  | 回数 | ドライバー                 |
| ----- | ---- | -------------------------- |
| 1     | 77   | ミハエル・シューマッハ     |
| 2     | 68   | ルイス・ハミルトン         |
| 3     | 46   | キミ・ライコネン           |
| 4     | 41   | アラン・プロスト           |
| 5     | 38   | セバスチャン・ベッテル     |
| 6     | 33   | マックス・フェルスタッペン |
| 7     | 30   | ナイジェル・マンセル       |
| 8     | 28   | ジム・クラーク             |
| 9     | 26   | フェルナンド・アロンソ     |
| 10    | 25   | ミカ・ハッキネン           |
| 出典: |      |                            |

1シーズンでの獲得回数は、ミハエル・シューマッハ（2004年）とキミ・ライコネン（2005年・2008年）の年間10回が最高である。
なお日本人では中嶋悟が1989年オーストラリアグランプリ、小林可夢偉が2012年中国グランプリ、角田裕毅が2023年アメリカグランプリで記録している。また、長谷見昌弘が1976年F1世界選手権イン・ジャパンで記録したことになっているが、数日後に計測ミスであることが判明した。ウェットコンディションの中、長谷見は24周目終わりにピットインし、別のウェットタイヤに交換して25周目に向かっており、ピットインのロスタイムを含めて1分18秒台で走行できる状況ではなかった。国内メディア関係者へは訂正のリリースが配布され、ファステストラップはジャック・ラフィットが70周目にドライタイヤで記録した1分19秒97であるとされた。F1の公式記録を管理するFormula One World Championship Limitedのサイトでは長らく長谷見の名が明記されていたが、現在はラフィットに変更されている。

### デビュー戦でファステストラップ
| ドライバー             | レース                         | 備考                     |
| ---------------------- | ------------------------------ | ------------------------ |
| ジュゼッペ・ファリーナ | 1950年イギリスグランプリ       | F1世界選手権最初のレース |
| ジャック・ヴィルヌーヴ | 1996年オーストラリアグランプリ |                          |
| ニコ・ロズベルグ       | 2006年バーレーングランプリ     |                          |
| 出典:                  |                                |                          |

### デビューから遅く達成
レース数は決勝に出走したもののみ対象。
| 順位  | レース数 | ドライバー             | レース                             |
| ----- | -------- | ---------------------- | ---------------------------------- |
| 1     | 203      | ヤルノ・トゥルーリ     | 2009年バーレーングランプリ         |
| 2     | 155      | ジェンソン・バトン     | 2009年マレーシアグランプリ         |
| 3     | 152      | エステバン・オコン     | 2024年アメリカグランプリ           |
| 4     | 134      | ニック・ハイドフェルド | 2008年マレーシアグランプリ         |
| 5     | 131      | マーク・ウェバー       | 2009年ハンガリーグランプリ         |
| 6     | 114      | ティエリー・ブーツェン | 1990年ドイツグランプリ             |
| 6     | 114      | ルーベンス・バリチェロ | 2000年オーストラリアグランプリ     |
| 8     | 104      | カルロス・サインツ     | 2020年シュタイアーマルクグランプリ |
| 9     | 92       | ミカ・ハッキネン       | 1997年イタリアグランプリ           |
| 10    | 89       | ケケ・ロズベルグ       | 1985年フランスグランプリ           |
| 出典: |          |                        |                                    |

### 最年少記録
| 順位  | 年齢      | ドライバー                 | レース                       |
| ----- | --------- | -------------------------- | ---------------------------- |
| 1     | 19歳44日  | マックス・フェルスタッペン | 2016年ブラジルグランプリ     |
| 2     | 20歳235日 | ランド・ノリス             | 2020年オーストリアグランプリ |
| 3     | 20歳258日 | ニコ・ロズベルグ           | 2006年バーレーングランプリ   |
| 4     | 21歳166日 | シャルル・ルクレール       | 2019年バーレーングランプリ   |
| 5     | 21歳280日 | エステバン・グティエレス   | 2013年スペイングランプリ     |
| 6     | 21歳321日 | フェルナンド・アロンソ     | 2003年カナダグランプリ       |
| 7     | 21歳322日 | ブルース・マクラーレン     | 1959年イギリスグランプリ     |
| 8     | 21歳353日 | セバスチャン・ベッテル     | 2009年イギリスグランプリ     |
| 9     | 22歳19日  | ダニール・クビアト         | 2016年スペイングランプリ     |
| 10    | 22歳91日  | ルイス・ハミルトン         | 2007年マレーシアグランプリ   |
| 出典: |           |                            |                              |

### 最年長記録
| 順位  | 年齢      | ドライバー                   | レース                       |
| ----- | --------- | ---------------------------- | ---------------------------- |
| 1     | 46歳209日 | ファン・マヌエル・ファンジオ | 1958年アルゼンチングランプリ |
| 2     | 45歳219日 | ピエロ・タルッフィ           | 1952年スイスグランプリ       |
| 3     | 44歳321日 | ジュゼッペ・ファリーナ       | 1951年イタリアグランプリ     |
| 4     | 44歳107日 | ジャック・ブラバム           | 1970年イギリスグランプリ     |
| 5     | 44歳22日  | ルイジ・ヴィッロレージ       | 1953年オランダグランプリ     |
| 6     | 43歳319日 | カール・クリング             | 1954年ドイツグランプリ       |
| 7     | 43歳201日 | ミハエル・シューマッハ       | 2012年ドイツグランプリ       |
| 8     | 42歳337日 | フェルナンド・アロンソ       | 2024年オーストリアグランプリ |
| 9     | 42歳43日  | モーリス・トランティニアン   | 1959年アメリカグランプリ     |
| 10    | 41歳319日 | ジャック・ラフィット         | 1985年ヨーロッパグランプリ   |
| 出典: |           |                              |                              |

## MotoGPにおけるファステストラップ記録
2018年シーズン終了時点
| 順位 | 回数 | ライダー                 |
| ---- | ---- | ------------------------ |
| 1    | 117  | ジャコモ・アゴスチーニ   |
| 2    | 95   | ヴァレンティーノ・ロッシ |
| 3    | 81   | アンヘル・ニエト         |
| 4    | 79   | マイク・ヘイルウッド     |
| 5    | 64   | ダニ・ペドロサ           |
| 6    | 60   | マルク・マルケス         |
| 7    | 46   | ミック・ドゥーハン       |
| 8    | 42   | マックス・ビアッジ       |
| 9    | 37   | ホルヘ・ロレンソ         |
| 10   | 36   | フィル・リード           |